# Humbert III de Savoia
Humbert III de Savoia dir «el Benaurat» o «el Sant» (Veillane., Savoia, 1136 - Chambéry, 1189) fou el comte de Savoia entre 1148 i 1189. L'any 1836 fou beatificat pel papa Gregori XVI.

## Antecedents familiars
Va néixer el 4 d'agost de 1136 al castell de Veillane, que en aquells moments formava part del Comtat de Savoia i que avui en dia correspon a l'actual ciutat italiana d'Avigliana. Era fill del comte Amadeu III de Savoia i Matilde d'Albon, sent net per línia paterna d'Humbert II de Savoia i Gisela de Borgonya i per línia materna de Guigó III d'Albon.
Pel casament de la seva germana Mafalda fou cunyat del rei Alfons I de Portugal.

## Ascens al tron comtal
El 1148 heretà el Comtat de Savoia, Aosta i Maurienne a la mort del seu pare, ocorreguda a Nicòsia durant la participació d'aquest en la Segona Croada. Durant la seva minoria d'edat tingué la regència del bisbe Amadeu de Lausana, i posteriorment s'interessà per la vida contemplativa, retirant-se a un monestir. Va renunciar als seu celibat tan sols per aconseguir donar un hereu al seu país, arribant-se a casar fins a quatre vegades.
El 1153 va derrotar el seu parent Guigó V d'Albon a Montmélian, i posteriorment prengué partit al costat del papa Alexandre III contra l'emperador Frederic Barbaroja, el qual invadí els seus estats i cremà la ciutat de Susa el 1174. El 1175, com a venjança, va assetjar la ciutat de Torí, en aquell moment en poder directe de l'Imperi, però Enric VI del Sacre Imperi Romanogermànic en represàlia va devastar el Piemont.
Va morir el 4 de març de 1189 a la ciutat de Chambéry i fou sepultat a l'Abadia d'Hautecombe, fundada el 1125 pel seu pare.

## Núpcies i descendents

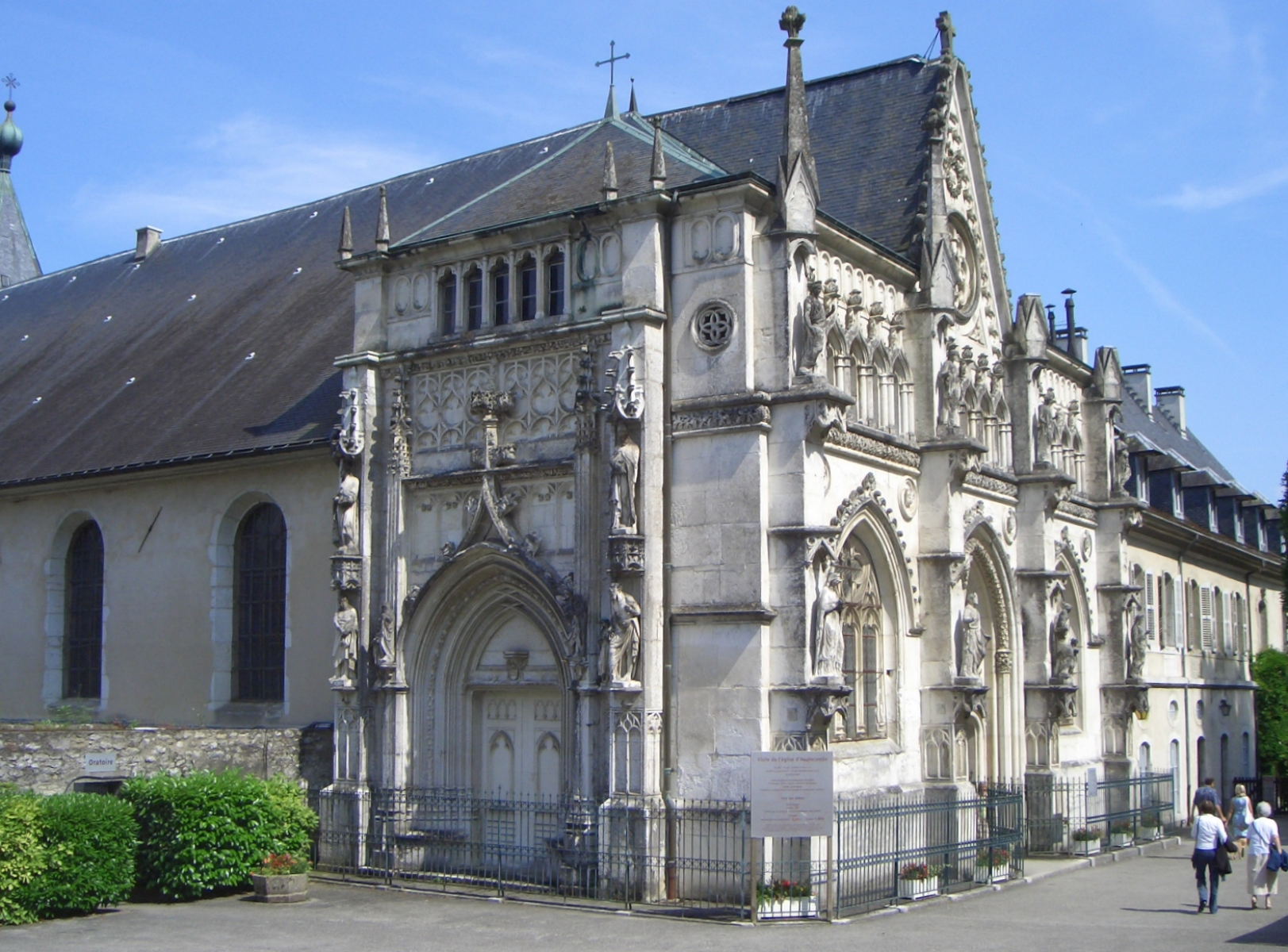
Abadia d'Hautecombe, lloc d'enterrament del beat i panteó dels Savoia.

Es va casar el 1151 amb Faidiva de Tolosa, filla del comte Alfons I de Tolosa. D'aquesta unió no tingueren fills per la prematura mort de Faidiva, ocorreguda el 1154.
En segones núpcies es va casar el 1157 amb Gertrudis de Flandes, filla de Teodoric I de Flandes i Sibil·la d'Anjou. El 1163 es dictaminà la nul·litat del matrimoni.
En terceres núpcies es casà el 1164 amb Clemèntia de Zähringen, filla de Conrad I de Zähringen i Clemència de Namur. († 1173 circa D'aquest matrimoni nasqueren un fill mort prematurament i tres filles:
- Sofia de Savoia (1165-1202), casada amb Azzo VI d'Este[11]
- Alícia de Savoia (1166-1174), promesa amb l'infant Joan d'Anglaterra
- Elionor de Savoia (1167-1204), casada el 1197 amb el marquès Bonifaci I de Montferrat[10]

A la mort de la seva tercera esposa es casà el 1177 amb Beatriu de Mâcon, filla del comte Gerard I de Mâcon. D'aquesta unió nasqueren:
- Tomàs I de Savoia (1178-1233), comte de Savoia[13]
- una filla morta a l'edat de 7 anys